# William Goldman (Mathematiker)

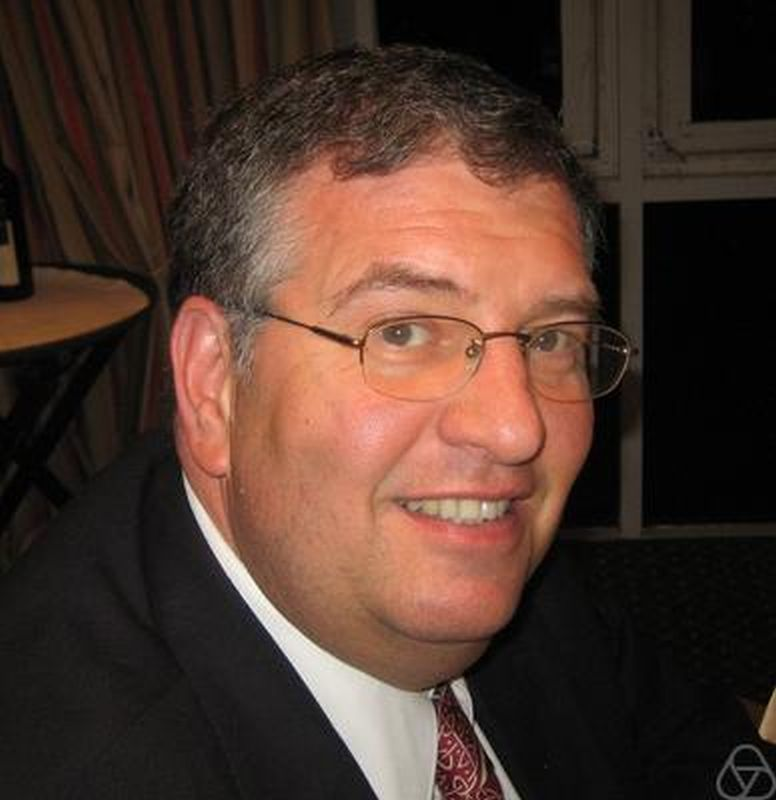
William Mark Goldman, Bar-Ilan-Universität 2008

William Mark Goldman (* 17. November 1955 in Kansas City, Missouri) ist ein US-amerikanischer Mathematiker, der sich mit Geometrie befasst.

## Leben
Goldman studierte an der Princeton University mit dem Bachelorabschluss 1977 und wurde 1980 an der University of California, Berkeley bei Morris W. Hirsch (und William Thurston) promoviert (Discontinuous groups and the Euler class). Als Post-Doktorand war er an der University of Colorado und 1981 bis 1983 Moore-Instructor am Massachusetts Institute of Technology. Anschließend war er bis 1986 Assistant Professor am MIT. Seit 1986 ist er Associate Professor und ab 1990 Professor an der University of Maryland in College Park. Er ist dort Direktor und Mitgründer des Experimental Geometry Lab, das Software für das Studium niedrigdimensionaler Mannigfaltigkeiten entwickelt.
Er war Gastwissenschaftler am MSRI und am Institute for Advanced Study (2008) und 1989 Gastprofessor in Oxford. 2010 war er Invited Speaker auf dem Internationalen Mathematikerkongress in Hyderabad (Locally homogeneous geometric manifolds).
Er befasst sich seit seiner Masterarbeit mit verschiedenen geometrischen Strukturen auf Mannigfaltigkeiten und deren Klassifizierung. Beispielsweise klassifizierte er mit Suhyoung Choi reelle projektive Strukturen auf kompakten Flächen.
1983 klassifizierte er mit David Fried affine kristallographische Gruppen in drei Dimensionen, den klassischen Fall von Schoenflies und Fjodorow für Isometrien auf affine Transformationen erweiternd.
2003 bis 2013 war er Herausgeber von Geometriae Dedicata.
1987 war er Forschungsstipendiat der Alfred P. Sloan Foundation (Sloan Research Fellow). 2012 wurde er Fellow der American Mathematical Society.
Zu seinen Doktoranden gehört Bernhard Leeb.

## Schriften (Auswahl)

### Bücher
- Complex hyperbolic geometry, Clarendon Press, Oxford 1999
- Geometric structures on manifolds, AMS 2022

### Artikel
- Locally homogeneous geometric manifolds, ICM 2010
- mit Morris Hirsch: A generalization of Bieberbach’s theorem, Invent. Math. 65, 1981/82, S. 1–11
- mit David Fried: Three-dimensional affine crystallographic groups, Adv. in Math. 47, 1983, no. 1, S. 1–49
- The symplectic nature of fundamental groups of surfaces, Advances in Mathematics 54, 1984, S. 200–225
- Invariant functions on Lie groups and Hamiltonian flows of surface group representations, Invent. Math. 85, 1986, S. 263–302
- mit John Millson: Local rigidity of discrete groups acting on complex hyperbolic space, Invent. Math. 88, 1987, no. 3, S. 495–520
- Topological components of spaces of representations, Invent. Math. 93, 1988, S. 557–607
- mit John Millson: The deformation theory of representations of fundamental groups of compact Kähler manifolds, Inst. Hautes Études Sci. Publ. Math. No. 67, 1988, S. 43–96
- Convex real projective structures on compact surfaces, Journal of Differential Geometry 31, 1990, S. 791–845
- mit Suhyoung Choi: Convex real projective structures on closed surfaces are closed, Proc. Amer. Math. Soc. 118, 1993, no. 2, S. 657–661
- Ergodic theory on moduli spaces, Annals of Mathematics, Band 146, 1997, S. 475–507
- The modular group action on real SL(2)-characters of a one-holed torus, Geom. Topol. 7, 2003, S. 443–486
- What is a projective structure?, Notices AMS, 2007, Nr. 1
- mit François Labourie, Grigori Margulis: Proper affine actions and geodesic flows of hyperbolic surfaces, Ann. of Math. (2) 170, 2009, no. 3, S. 1051–1083
- mit Suhyoung Choi: Topological tameness of Margulis spacetimes, Am. J. Math. 139, No. 2, 297-345 (2017)
- mit Greg McShane, George Stantchev, Ser Peow Tan: Automorphisms of two-generator free groups and spaces of isometric actions on the hyperbolic plane. Mem. AMS 1249 (2019)